# Gymnelia steinbachi
Gymnelia steinbachi là một loài bướm đêm thuộc phân họ Arctiinae, họ Erebidae.